# Serie A 1985-1986
La Serie A 1985-1986 è stata l'84ª edizione della massima serie del campionato italiano di calcio (la 54ª a girone unico), disputata tra il 8 settembre 1985 e il 27 aprile 1986 e conclusa con la vittoria della Juventus, al suo ventiduesimo titolo.
Capocannoniere del torneo è stato Roberto Pruzzo (Roma) con 19 reti.

## Stagione

### Calciomercato

Aldo Serena rimase a Torino, passando dai granata alla Juventus.

Nell'estate 1985 i club della Serie A, ritrovatisi a far fronte alle partenze di Zico, Sócrates e Falcão, gli assi brasiliani che avevano vivacizzato i precedenti campionati, reagirono con una imponente mole di scambi interni.
Nei pronostici, la griglia-scudetto vedeva in prima fila un terzetto composto dal Verona di Osvaldo Bagnoli, detentore del titolo, dalla sempre più solida Sampdoria di Eugenio Bersellini e dall'Inter di Ilario Castagner. A differenza di scaligeri e blucerchiati, entrambi non segnalatisi per acquisti di rilievo, i nerazzurri calamitarono le attenzioni degli addetti ai lavori attraverso gli ingaggi di Fanna e Marangon dai succitati gialloblù, nonché del big Tardelli strappato alla Juventus in cambio di un conguaglio che comprese il giovane attaccante Serena il quale, avendo trascorso la precedente stagione in prestito al Torino, cambiò maglia ma non città.

Il neoacquisto romanista Zbigniew Boniek, fra i transfughi più in vista dalla Juventus campione d'Europa e simbolo delle rinnovate ambizioni tricolori dei giallorossi.

Proprio la squadra bianconera, fresca campione continentale, dopo un decennio ai vertici non godeva stavolta dei favori della vigilia, anche per via della scelta di portare avanti un corposo svecchiamento dei ranghi: alla cessione di Tardelli seguirono quelle di altri nomi altisonanti quali Paolo Rossi, unico acquisto di un Milan in cerca di solidità finanziaria, e Boniek, accasatosi alla Roma, oltre a Vignola di ritorno nella natìa Verona; una serie di addìi che fecero spazio al succitato Serena, a Mauro dall'Udinese e alla coppia Laudrup-Manfredonia dalla retrocessa Lazio, con il danese approdato definitivamente a Torino dopo un prestito biennale ai capitolini.
Assai ringiovanita anche la Fiorentina grazie soprattutto all'innesto del diciottenne Berti, proveniente dai cadetti del Parma; i toscani misero inoltre sotto contratto un altro promettente ragazzo, Roberto Baggio, fantasista pescato in C1 nel L.R. Vicenza (il quale tuttavia, alle prese con un serio infortunio, non potrà debuttare in viola che la stagione seguente). All'opposto, il Napoli si affidò a esperti elementi quali Giordano e Pecci onde riscattare il non esaltante risultato dell'anno precedente. L'Atalanta trattenne l'astro nascente Donadoni, perno degli azzurrini di Azeglio Vicini.
Infine tra le neopromosse il Lecce, debuttante nella massima categoria a girone unico (dopo l'effimera comparsata nella Prima Divisione 1922-1923), puntò sul tandem di nazionali argentini Barbas-Pasculli nonché sul veterano Causio, di ritorno ai salentini dopo vent'anni, mentre il Bari, di nuovo in A dopo un quindicennio, accolse dall'Aston Villa gli inglesi Cowans e Rideout.

### Avvenimenti

#### Girone di andata

Karl-Heinz Rummenigge, 13 gol in un'Inter che tuttavia non seppe confermare le ambizioni tricolori dell'estate.

In avvio di campionato parve evidente la supremazia di una concreta Juventus che, facendo presto ricredere i detrattori del rinnovato corso, nelle prime otto giornate subì tre reti ed eguagliò il proprio record delle vittorie iniziali consecutive (1930-1931) andando subito in testa. Con le milanesi altalenanti, a tentare un inseguimento fu il Napoli, che con una «storica» punizione di Maradona arrestò il 3 novembre 1985 la fuga dei bianconeri.
In realtà la capolista riprese presto la sua marcia – non lasciandosi condizionare dall'impegno in Coppa Intercontinentale che la porterà sul tetto del mondo – e, con il primato di 26 punti sui 30 in palio nel girone di andata, staccò nettamente le avversarie in difficoltà: una deludente Inter aveva esonerato Castagner per l'ex bandiera Mario Corso, l'ambiente del Milan fu duramente scosso dall'essersi improvvisamente scoperto a serio rischio fallimento, con conseguenti contestazioni al patron Giussy Farina, mentre in evidente calo era il Verona campione uscente che patì oltremodo la cessione del duo Fanna-Marangon tanto che, per gran parte della tornata iniziale, rimase impantanato in una zona retrocessione ancora ampia, comprendente anche la deludente Sampdoria, e con il Lecce unica compagine già staccata sul fondo.

#### Girone di ritorno

Il Verona campione uscente non riuscì a difendere il titolo, indebolito dalle cessioni di alcuni uomini-chiave nella precedente affermazione.

Con l'inizio della tornata conclusiva la Juventus rallentò, mentre tra le inseguitrici si distingueva la Roma di Sven-Göran Eriksson. Sei vittorie consecutive lanciarono i giallorossi, trascinati da Pruzzo: il 16 febbraio 1986 il centravanti affondò l'Avellino con una cinquina e portò la sua squadra a –3 dalla traballante capoclassifica, la quale riuscì comunque, tra febbraio e marzo, a dilatare nuovamente il suo vantaggio a +5. Il 16 marzo, nello scontro diretto dell'Olimpico la Roma batté nettamente la Juventus, che il 6 aprile cadde anche a Firenze e vide la rivale incombere a una sola lunghezza di distacco: approfittando del pareggio bianconero del 13 aprile contro la Sampdoria, i giallorossi passarono a Pisa in rimonta e agganciarono la capolista, guardando con fiducia ai non proibitivi impegni delle ultime due giornate; l'epilogo del campionato sembrava indirizzarsi verso uno spareggio-scudetto coi rivali torinesi o non di meno, calendario alla mano, al sorpasso in dirittura d'arrivo da parte dell'undici romano, a questo punto ritenuto ampiamente favorito.

Il romanista Roberto Pruzzo, per la terza volta capocannoniere della Serie A con 19 reti.

Invece il 20 aprile accadde l'impronosticabile: una Juventus considerata ormai allo sbando, distratta da nervosismi interni allo spogliatoio nonché dalle voci che davano l'allenatore Giovanni Trapattoni in partenza dopo un decennio, superò il Milan con un gol di Laudrup, mentre una lanciata Roma, in un Olimpico gremito e fiducioso del buon esito (sottolineato in prepartita dalla "parata" sul campo dell'allora sindaco capitolino, Nicola Signorello) perse a sorpresa contro il già retrocesso Lecce (2-3). Nella giornata conclusiva, con una vittoria esterna proprio sui salentini (con analogo risultato), i bianconeri festeggiarono il loro ventiduesimo scudetto – l'ultimo successo per il primo ciclo del Trap sotto la Mole –, mentre i giallorossi furono sconfitti anche da un Como sì rivitalizzato dall'allenatore Rino Marchesi ma ormai privo di obiettivi da raggiungere. Ai romanisti rimase la magra consolazione di vedere Pruzzo laurearsi, per la terza volta in carriera, capocannoniere con 19 reti, 17 delle quali siglate nel solo girone di ritorno.
La messa al bando dei club inglesi dalle coppe europee dopo la strage dell'Heysel, i successi internazionali della Juventus e i buoni piazzamenti delle altre compagini italiane, avevano nel frattempo riportato la Serie A ai massimi livelli del ranking europeo riassegnando al campionato la totalità dei quattro posti per la partecipazione alla Coppa UEFA, facendo sì che la lotta per questa zona tornasse combattuta e interessante. La peggiore sorte toccò al Milan, che nel frattempo aveva risolto le sue vicissitudini economiche passando in febbraio sotto la nuova proprietà del magnate televisivo Silvio Berlusconi: quarti a poche giornate dal termine, i rossoneri infilarono una serie di risultati negativi, derby compreso, totalizzando un solo punto nelle ultime cinque gare, ruolino che costò loro una scottante eliminazione. Non riuscirono mai a inserirsi Sampdoria e Verona, che pure alla vigilia del torneo erano state accreditate di ambizioni ben maggiori: i blucerchiati, peraltro, non riuscirono nemmeno a cogliere la possibilità di partecipare alla successiva Coppa delle Coppe poiché persero la finale di Coppa Italia contro la Roma. Proprio il successo giallorosso nella coppa nazionale liberò un slot per l'Inter sesta classificata e, quindi, qualificata in Europa insieme a Napoli, Fiorentina e Torino.

Il Lecce, all'esordio in Serie A, non riuscì a raggiungere la salvezza ma assurse ad "arbitro" della lotta-scudetto con la sua decisiva vittoria a Roma nel penultimo turno.

Per la prima volta retrocessero tutte e tre le squadre provenienti in estate dalla Serie B. Oltre al Lecce caddero infatti il Bari, alla prima e fugace esperienza in A da tre lustri a quella parte, e il Pisa: i toscani, rimontati nel finale di campionato dall'Udinese, trovarono inizialmente un inatteso viatico nel declassamento a tavolino dei friulani a seguito dell'indagine sul Totonero-bis, per poi andare incontro al loro destino quando, a pochi giorni dalla pubblicazione dei calendari della stagione 1986-1987, la sentenza nei confronti dei bianconeri fu revocata e la pena venne ridotta a una comunque pesante penalizzazione.

## Squadre partecipanti
| Club       | Stagione | Città    | Stadio                       | Stagione precedente           |
| ---------- | -------- | -------- | ---------------------------- | ----------------------------- |
| Atalanta   | dettagli | Bergamo  | Stadio Comunale              | 10º posto in Serie A          |
| Avellino   | dettagli | Avellino | Stadio Partenio              | 13º posto in Serie A          |
| Bari       | dettagli | Bari     | Stadio della Vittoria        | 3º posto in Serie B, promosso |
| Como       | dettagli | Como     | Stadio Giuseppe Sinigaglia   | 11º posto in Serie A          |
| Fiorentina | dettagli | Firenze  | Stadio Comunale              | 9º posto in Serie A           |
| Inter      | dettagli | Milano   | Stadio Giuseppe Meazza       | 3º posto in Serie A           |
| Juventus   | dettagli | Torino   | Stadio Comunale di Torino    | 6º posto in Serie A           |
| Lecce      | dettagli | Lecce    | Stadio Via del Mare          | 2º posto in Serie B, promosso |
| Milan      | dettagli | Milano   | Stadio Giuseppe Meazza       | 5º posto in Serie A           |
| Napoli     | dettagli | Napoli   | Stadio San Paolo             | 8º posto in Serie A           |
| Pisa       | dettagli | Pisa     | Stadio Arena Garibaldi       | 1º posto in Serie B, promosso |
| Roma       | dettagli | Roma     | Stadio Olimpico              | 7º posto in Serie A           |
| Sampdoria  | dettagli | Genova   | Stadio Luigi Ferraris        | 4º posto in Serie A           |
| Torino     | dettagli | Torino   | Stadio Comunale di Torino    | 2º posto in Serie A           |
| Udinese    | dettagli | Udine    | Stadio Friuli                | 12º posto in Serie A          |
| Verona     | dettagli | Verona   | Stadio Marcantonio Bentegodi | 1º posto in Serie A           |

## Allenatori e primatisti
| Squadra    | Allenatore                                         | Calciatore più presente                                                | Cannoniere                           |
| ---------- | -------------------------------------------------- | ---------------------------------------------------------------------- | ------------------------------------ |
| Atalanta   | Nedo Sonetti                                       | Roberto Donadoni, Marino Magrin, Roberto Soldà, Glenn Strömberg (30)   | Aldo Cantarutti (9)                  |
| Avellino   | Enzo Robotti e Tomislav Ivić (D.T.)                | Alessandro Bertoni (30)                                                | Ramón Díaz (10)                      |
| Bari       | Bruno Bolchi                                       | Alberto Cavasin, Giuseppe Pellicanò, Claudio Sclosa, Luciano Sola (29) | Paul Rideout (6)                     |
| Como       | Roberto Clagluna (1ª-10ª) Rino Marchesi (11ª-30ª)  | Luca Fusi, Mario Paradisi (30)                                         | Stefano Borgonovo (10)               |
| Fiorentina | Aldo Agroppi                                       | Renzo Contratto, Paolo Monelli (30)                                    | Daniel Passarella (11)               |
| Inter      | Ilario Castagner (1ª-10ª) Mario Corso (11ª-30ª)    | Giuseppe Bergomi, Walter Zenga (30)                                    | Karl-Heinz Rummenigge (13)           |
| Juventus   | Giovanni Trapattoni                                | Antonio Cabrini, Luciano Favero, Michel Platini, Stefano Tacconi (30)  | Michel Platini (12)                  |
| Lecce      | Eugenio Fascetti                                   | Carmelo Miceli (27)                                                    | Pedro Pasculli (6)                   |
| Milan      | Nils Liedholm                                      | Giuliano Terraneo, Alberico Evani (30)                                 | Mark Hateley (8)                     |
| Napoli     | Ottavio Bianchi                                    | Claudio Garella (30)                                                   | Diego Armando Maradona (11)          |
| Pisa       | Vincenzo Guerini                                   | Paolo Baldieri, Wim Kieft, Giuseppe Volpecina (30)                     | Paolo Baldieri, Wim Kieft (7)        |
| Roma       | Angelo Sormani e Sven-Göran Eriksson (D.T.)        | Franco Tancredi (30)                                                   | Roberto Pruzzo (19)                  |
| Sampdoria  | Eugenio Bersellini                                 | Ivano Bordon (30)                                                      | Roberto Mancini, Gianluca Vialli (6) |
| Torino     | Luigi Radice                                       | Antonio Comi, Giancarlo Corradini, Júnior (30)                         | Antonio Comi (7)                     |
| Udinese    | Luís Vinício (1ª-18ª) Giancarlo De Sisti (19ª-30ª) | Edinho, Dino Galparoli (30)                                            | Andrea Carnevale (9)                 |
| Verona     | Osvaldo Bagnoli                                    | Roberto Tricella (30)                                                  | Preben Elkjær Larsen (9)             |

## Classifica finale
|        | Pos. | Squadra    | Pt | G  | V  | N  | P  | GF | GS | DR  |
| ------ | ---- | ---------- | -- | -- | -- | -- | -- | -- | -- | --- |
|        | 1.   | Juventus   | 45 | 30 | 18 | 9  | 3  | 43 | 17 | +26 |
| [ 33 ] | 2.   | Roma       | 41 | 30 | 19 | 3  | 8  | 51 | 27 | +24 |
|        | 3.   | Napoli     | 39 | 30 | 14 | 11 | 5  | 35 | 21 | +14 |
|        | 4.   | Torino     | 33 | 30 | 11 | 11 | 8  | 31 | 26 | +5  |
|        | 5.   | Fiorentina | 33 | 30 | 10 | 13 | 7  | 29 | 23 | +6  |
|        | 6.   | Inter      | 32 | 30 | 12 | 8  | 10 | 36 | 33 | +3  |
|        | 7.   | Milan      | 31 | 30 | 10 | 11 | 9  | 26 | 24 | +2  |
|        | 8.   | Atalanta   | 29 | 30 | 7  | 15 | 8  | 27 | 26 | +1  |
|        | 9.   | Como       | 29 | 30 | 7  | 15 | 8  | 32 | 32 | 0   |
|        | 10.  | Verona     | 28 | 30 | 9  | 10 | 11 | 31 | 40 | -9  |
|        | 11.  | Avellino   | 27 | 30 | 9  | 9  | 12 | 28 | 38 | -10 |
|        | 12.  | Sampdoria  | 27 | 30 | 8  | 11 | 11 | 27 | 25 | +2  |
|        | 13.  | Udinese    | 25 | 30 | 6  | 13 | 11 | 31 | 37 | -6  |
|        | 14.  | Pisa       | 23 | 30 | 5  | 13 | 12 | 27 | 40 | -13 |
|        | 15.  | Bari       | 22 | 30 | 5  | 12 | 13 | 18 | 31 | -13 |
|        | 16.  | Lecce      | 16 | 30 | 5  | 6  | 19 | 23 | 55 | -32 |

Legenda:
      Campione d'Italia e qualificata in Coppa dei Campioni 1986-1987.
      Qualificata in Coppa delle Coppe 1986-1987.
      Qualificate in Coppa UEFA 1986-1987.
      Retrocesse in Serie B 1986-1987.
Regolamento:
Due punti a vittoria, uno a pareggio, zero a sconfitta.
A parità di punti valeva la classifica avulsa, eccetto per l'assegnazione dello scudetto, dove era previsto uno spareggio.

### Squadra campione
| Formazione tipo | Giocatori (presenze)      |
| --- | ------------------------- |
| Tacconi Favero Scirea Brio Cabrini Mauro Bonini Manfredonia Platini Serena Laudrup                                                         | Stefano Tacconi (30)      |
| Tacconi Favero Scirea Brio Cabrini Mauro Bonini Manfredonia Platini Serena Laudrup                                                         | Luciano Favero (30)       |
| Tacconi Favero Scirea Brio Cabrini Mauro Bonini Manfredonia Platini Serena Laudrup                                                         | Gaetano Scirea (25)       |
| Tacconi Favero Scirea Brio Cabrini Mauro Bonini Manfredonia Platini Serena Laudrup                                                         | Sergio Brio (29)          |
| Tacconi Favero Scirea Brio Cabrini Mauro Bonini Manfredonia Platini Serena Laudrup                                                         | Antonio Cabrini (30)      |
| Tacconi Favero Scirea Brio Cabrini Mauro Bonini Manfredonia Platini Serena Laudrup                                                         | Massimo Mauro (28)        |
| Tacconi Favero Scirea Brio Cabrini Mauro Bonini Manfredonia Platini Serena Laudrup                                                         | Massimo Bonini (26)       |
| Tacconi Favero Scirea Brio Cabrini Mauro Bonini Manfredonia Platini Serena Laudrup                                                         | Lionello Manfredonia (23) |
| Tacconi Favero Scirea Brio Cabrini Mauro Bonini Manfredonia Platini Serena Laudrup                                                         | Michel Platini (30)       |
| Tacconi Favero Scirea Brio Cabrini Mauro Bonini Manfredonia Platini Serena Laudrup                                                         | Aldo Serena (25)          |
| Tacconi Favero Scirea Brio Cabrini Mauro Bonini Manfredonia Platini Serena Laudrup                                                         | Michael Laudrup (29)      |
| Altri giocatori: Gabriele Pin (21), Stefano Pioli (14), Marco Pacione (12), Massimo Briaschi (10), Nicola Caricola (5), Ivano Bonetti (2). |                           |

## Risultati

### Tabellone
|            | Ata  | Ave  | Bar  | Com  | Fio  | Int  | Juv  | Lec  | Mil  | Nap  | Pis  | Rom  | Sam  | Tor  | Udi  | Ver  |
| ---------- | ---- | ---- | ---- | ---- | ---- | ---- | ---- | ---- | ---- | ---- | ---- | ---- | ---- | ---- | ---- | ---- |
| Atalanta   | –––– | 2-0  | 0-0  | 1-1  | 0-0  | 2-1  | 0-0  | 3-1  | 1-1  | 0-0  | 1-2  | 1-2  | 2-1  | 2-2  | 1-1  | 0-0  |
| Avellino   | 1-0  | –––– | 0-0  | 1-4  | 3-1  | 1-0  | 0-0  | 2-0  | 1-1  | 0-1  | 1-1  | 1-0  | 2-1  | 0-0  | 2-2  | 3-1  |
| Bari       | 0-0  | 0-1  | –––– | 1-1  | 0-1  | 1-3  | 0-3  | 2-0  | 0-1  | 1-2  | 0-0  | 2-0  | 0-0  | 1-0  | 1-0  | 3-1  |
| Como       | 0-2  | 1-1  | 1-1  | –––– | 0-0  | 1-0  | 0-1  | 2-0  | 1-1  | 1-1  | 1-1  | 1-0  | 2-2  | 1-1  | 0-0  | 1-0  |
| Fiorentina | 0-0  | 1-0  | 0-0  | 1-0  | –––– | 3-0  | 2-0  | 3-1  | 2-0  | 0-0  | 1-1  | 1-1  | 1-0  | 0-0  | 1-0  | 0-0  |
| Inter      | 1-3  | 3-1  | 1-0  | 3-2  | 2-0  | –––– | 1-1  | 3-0  | 1-0  | 1-1  | 3-1  | 2-1  | 1-0  | 3-3  | 2-1  | 0-0  |
| Juventus   | 2-0  | 1-0  | 4-0  | 0-0  | 1-0  | 2-0  | –––– | 4-0  | 1-0  | 1-1  | 3-1  | 3-1  | 1-0  | 1-1  | 2-1  | 3-0  |
| Lecce      | 2-1  | 2-2  | 1-1  | 1-4  | 2-1  | 0-1  | 2-3  | –––– | 0-2  | 0-0  | 1-1  | 0-3  | 0-1  | 0-0  | 2-0  | 1-0  |
| Milan      | 1-1  | 3-0  | 0-0  | 1-0  | 1-0  | 2-2  | 0-0  | 1-0  | –––– | 1-2  | 1-0  | 0-1  | 2-2  | 1-0  | 2-0  | 1-1  |
| Napoli     | 1-0  | 1-0  | 1-0  | 2-1  | 0-0  | 1-0  | 1-0  | 1-0  | 2-0  | –––– | 0-1  | 1-1  | 3-0  | 3-1  | 1-1  | 5-0  |
| Pisa       | 1-1  | 1-1  | 1-1  | 4-1  | 1-2  | 1-0  | 1-1  | 3-0  | 0-1  | 1-1  | –––– | 2-4  | 0-2  | 0-0  | 0-0  | 0-1  |
| Roma       | 4-0  | 5-1  | 2-1  | 0-0  | 2-1  | 3-1  | 3-0  | 2-3  | 2-1  | 2-0  | 1-0  | –––– | 1-0  | 2-0  | 1-0  | 2-1  |
| Sampdoria  | 0-0  | 0-2  | 2-0  | 0-0  | 2-2  | 0-0  | 0-0  | 2-0  | 1-1  | 2-0  | 3-0  | 1-0  | –––– | 0-0  | 3-0  | 0-0  |
| Torino     | 0-0  | 1-0  | 1-0  | 1-3  | 2-1  | 1-0  | 1-2  | 3-1  | 2-0  | 2-1  | 4-1  | 0-1  | 1-0  | –––– | 2-0  | 2-1  |
| Udinese    | 1-0  | 3-1  | 2-2  | 2-2  | 2-2  | 1-1  | 1-2  | 2-1  | 0-0  | 2-0  | 1-1  | 0-2  | 2-1  | 0-0  | –––– | 5-1  |
| Verona     | 0-3  | 2-0  | 2-0  | 3-0  | 2-2  | 0-0  | 0-1  | 2-2  | 1-0  | 2-2  | 3-0  | 3-2  | 2-1  | 1-0  | 1-1  | –––– |

### Calendario
| andata (1ª) | andata (1ª) | Prima giornata       | ritorno (16ª) | ritorno (16ª) |
|             |             |                      |               |               |
| 8 set.      | 1-2         | Atalanta-Roma        | 0-4           | 5 gen.        |
| 8 set.      | 0-1         | Bari-Milan           | 0-0           | 5 gen.        |
| 8 set.      | 1-0         | Fiorentina-Sampdoria | 2-2           | 5 gen.        |
| 8 set.      | 3-1         | Inter-Pisa           | 0-1           | 5 gen.        |
| 8 set.      | 1-0         | Juventus-Avellino    | 0-0           | 5 gen.        |
| 8 set.      | 2-1         | Napoli-Como          | 1-1           | 5 gen.        |
| 8 set.      | 0-0         | Udinese-Torino       | 0-2           | 5 gen.        |
| 8 set.      | 2-2         | Verona-Lecce         | 0-1           | 5 gen.        |

| andata (3ª) | andata (3ª) | Terza giornata    | ritorno (18ª) | ritorno (18ª) |
|             |             |                   |               |               |
| 22 set.     | 2-0         | Bari-Roma         | 1-2           | 19 gen.       |
| 22 set.     | 2-0         | Fiorentina-Milan  | 0-1           | 19 gen.       |
| 22 set.     | 3-1         | Inter-Avellino    | 0-1           | 19 gen.       |
| 22 set.     | 3-1         | Juventus-Pisa     | 1-1           | 19 gen.       |
| 22 set.     | 0-0         | Lecce-Torino      | 1-3           | 19 gen.       |
| 22 set.     | 1-0         | Napoli-Atalanta   | 0-0           | 19 gen.       |
| 22 set.     | 2-1         | Udinese-Sampdoria | 0-3           | 19 gen.       |
| 22 set.     | 3-0         | Verona-Como       | 0-1           | 19 gen.       |

| andata (5ª) | andata (5ª) | Quinta giornata   | ritorno (20ª) | ritorno (20ª) |
|             |             |                   |               |               |
| 6 ott.      | 2-2         | Avellino-Udinese  | 1-3           | 9 feb.        |
| 6 ott.      | 0-0         | Como-Fiorentina   | 0-1           | 9 feb.        |
| 6 ott.      | 0-0         | Inter-Verona      | 0-0           | 9 feb.        |
| 6 ott.      | 2-0         | Juventus-Atalanta | 0-0           | 9 feb.        |
| 6 ott.      | 0-0         | Lecce-Napoli      | 0-1           | 9 feb.        |
| 6 ott.      | 1-1         | Pisa-Bari         | 0-0           | 9 feb.        |
| 6 ott.      | 2-0         | Roma-Torino       | 1-0           | 9 feb.        |
| 6 ott.      | 1-1         | Sampdoria-Milan   | 2-2           | 9 feb.        |

| andata (7ª) | andata (7ª) | Settima giornata   | ritorno (22ª) | ritorno (22ª) |
|             |             |                    |               |               |
| 20 ott.     | 0-0         | Como-Udinese       | 2-2           | 23 feb.       |
| 20 ott.     | 4-0         | Juventus-Bari      | 3-0           | 23 feb.       |
| 20 ott.     | 0-1         | Lecce-Inter        | 0-3           | 23 feb.       |
| 20 ott.     | 1-0         | Milan-Torino       | 0-2           | 23 feb.       |
| 20 ott.     | 5-0         | Napoli-Verona      | 2-2           | 23 feb.       |
| 20 ott.     | 1-1         | Pisa-Avellino      | 1-1           | 23 feb.       |
| 20 ott.     | 2-1         | Roma-Fiorentina    | 1-1           | 23 feb.       |
| 20 ott.     | 0-0         | Sampdoria-Atalanta | 1-2           | 23 feb.       |

| andata (9ª) | andata (9ª) | Nona giornata      | ritorno (24ª) | ritorno (24ª) |
|             |             |                    |               |               |
| 3 nov.      | 0-2         | Como-Atalanta      | 1-1           | 9 mar.        |
| 3 nov.      | 3-0         | Fiorentina-Inter   | 0-2           | 9 mar.        |
| 3 nov.      | 2-0         | Lecce-Udinese      | 1-2           | 9 mar.        |
| 3 nov.      | 1-0         | Milan-Pisa         | 1-0           | 9 mar.        |
| 3 nov.      | 1-0         | Napoli-Juventus    | 1-1           | 9 mar.        |
| 3 nov.      | 2-1         | Roma-Verona        | 2-3           | 9 mar.        |
| 3 nov.      | 0-2         | Sampdoria-Avellino | 1-2           | 9 mar.        |
| 3 nov.      | 1-0         | Torino-Bari        | 0-1           | 9 mar.        |

| andata (11ª) | andata (11ª) | Undicesima giornata | ritorno (26ª) | ritorno (26ª) |
|              |              |                     |               |               |
| 24 nov.      | 0-0          | Atalanta-Verona     | 3-0           | 23 mar.       |
| 24 nov.      | 2-2          | Como-Sampdoria      | 0-0           | 23 mar.       |
| 24 nov.      | 0-0          | Fiorentina-Bari     | 1-0           | 23 mar.       |
| 24 nov.      | 1-1          | Inter-Juventus      | 0-2           | 23 mar.       |
| 24 nov.      | 2-2          | Lecce-Avellino      | 0-2           | 23 mar.       |
| 24 nov.      | 1-1          | Napoli-Udinese      | 0-2           | 23 mar.       |
| 24 nov.      | 2-1          | Roma-Milan          | 1-0           | 23 mar.       |
| 24 nov.      | 4-1          | Torino-Pisa         | 0-0           | 23 mar.       |

| andata (13ª) | andata (13ª) | Tredicesima giornata | ritorno (28ª) | ritorno (28ª) |
|              |              |                      |               |               |
| 8 dic.       | 1-1          | Atalanta-Udinese     | 0-1           | 13 apr.       |
| 8 dic.       | 1-0          | Fiorentina-Avellino  | 1-3           | 13 apr.       |
| 8 dic.       | 3-3          | Inter-Torino         | 0-1           | 13 apr.       |
| 31 dic.      | 1-0          | Juventus-Sampdoria   | 0-0           | 13 apr.       |
| 8 dic.       | 1-4          | Lecce-Como           | 0-2           | 13 apr.       |
| 8 dic.       | 2-0          | Napoli-Milan         | 2-1           | 13 apr.       |
| 8 dic.       | 1-0          | Roma-Pisa            | 4-2           | 13 apr.       |
| 8 dic.       | 2-0          | Verona-Bari          | 1-3           | 13 apr.       |

| andata (15ª) | andata (15ª) | Quindicesima giornata | ritorno (30ª) | ritorno (30ª) |
|              |              |                       |               |               |
| 22 dic.      | 1-1          | Atalanta-Milan        | 1-1           | 27 apr.       |
| 22 dic.      | 1-0          | Bari-Udinese          | 2-2           | 27 apr.       |
| 22 dic.      | 1-1          | Fiorentina-Pisa       | 2-1           | 27 apr.       |
| 22 dic.      | 1-0          | Inter-Sampdoria       | 0-0           | 27 apr.       |
| 22 dic.      | 4-0          | Juventus-Lecce        | 3-2           | 27 apr.       |
| 22 dic.      | 1-0          | Napoli-Avellino       | 1-0           | 27 apr.       |
| 22 dic.      | 0-0          | Roma-Como             | 0-1           | 27 apr.       |
| 22 dic.      | 1-0          | Verona-Torino         | 1-2           | 27 apr.       |

| andata (2ª) | andata (2ª) | Seconda giornata  | ritorno (17ª) | ritorno (17ª) |
|             |             |                   |               |               |
| 15 set.     | 2-1         | Atalanta-Inter    | 3-1           | 12 gen.       |
| 15 set.     | 3-1         | Avellino-Verona   | 0-2           | 12 gen.       |
| 15 set.     | 0-1         | Como-Juventus     | 0-0           | 12 gen.       |
| 15 set.     | 1-0         | Milan-Lecce       | 2-0           | 12 gen.       |
| 15 set.     | 1-1         | Pisa-Napoli       | 1-0           | 12 gen.       |
| 15 set.     | 1-0         | Roma-Udinese      | 2-0           | 12 gen.       |
| 15 set.     | 2-0         | Sampdoria-Bari    | 0-0           | 12 gen.       |
| 15 set.     | 2-1         | Torino-Fiorentina | 0-0           | 12 gen.       |

| andata (4ª) | andata (4ª) | Quarta giornata  | ritorno (19ª) | ritorno (19ª) |
|             |             |                  |               |               |
| 29 set.     | 1-2         | Atalanta-Pisa    | 1-1           | 26 gen.       |
| 29 set.     | 1-1         | Bari-Como        | 1-1           | 26 gen.       |
| 29 set.     | 3-1         | Fiorentina-Lecce | 1-2           | 26 gen.       |
| 29 set.     | 3-0         | Milan-Avellino   | 1-1           | 26 gen.       |
| 29 set.     | 1-1         | Napoli-Roma      | 0-2           | 26 gen.       |
| 29 set.     | 1-0         | Torino-Sampdoria | 0-0           | 26 gen.       |
| 29 set.     | 1-1         | Udinese-Inter    | 1-2           | 26 gen.       |
| 29 set.     | 0-1         | Verona-Juventus  | 0-3           | 26 gen.       |

| andata (6ª) | andata (6ª) | Sesta giornata    | ritorno (21ª) | ritorno (21ª) |
|             |             |                   |               |               |
| 13 ott.     | 3-1         | Atalanta-Lecce    | 1-2           | 16 feb.       |
| 13 ott.     | 1-0         | Avellino-Roma     | 1-5           | 16 feb.       |
| 13 ott.     | 1-3         | Bari-Inter        | 0-1           | 16 feb.       |
| 13 ott.     | 0-0         | Fiorentina-Napoli | 0-0           | 16 feb.       |
| 13 ott.     | 1-0         | Milan-Como        | 1-1           | 16 feb.       |
| 13 ott.     | 1-2         | Torino-Juventus   | 1-1           | 16 feb.       |
| 13 ott.     | 1-1         | Udinese-Pisa      | 0-0           | 16 feb.       |
| 13 ott.     | 2-1         | Verona-Sampdoria  | 0-0           | 16 feb.       |

| andata (8ª) | andata (8ª) | Ottava giornata     | ritorno (23ª) | ritorno (23ª) |
|             |             |                     |               |               |
| 27 ott.     | 0-0         | Atalanta-Fiorentina | 0-0           | 2 mar.        |
| 27 ott.     | 1-4         | Avellino-Como       | 1-1           | 2 mar.        |
| 27 ott.     | 2-0         | Bari-Lecce          | 1-1           | 2 mar.        |
| 27 ott.     | 2-1         | Inter-Roma          | 1-3           | 2 mar.        |
| 27 ott.     | 0-2         | Pisa-Sampdoria      | 0-3           | 2 mar.        |
| 27 ott.     | 2-1         | Torino-Napoli       | 1-3           | 2 mar.        |
| 27 ott.     | 1-2         | Udinese-Juventus    | 1-2           | 2 mar.        |
| 27 ott.     | 1-0         | Verona-Milan        | 1-1           | 2 mar.        |

| andata (10ª) | andata (10ª) | Decima giornata   | ritorno (25ª) | ritorno (25ª) |
|              |              |                   |               |               |
| 10 nov.      | 0-0          | Avellino-Torino   | 0-1           | 16 mar.       |
| 10 nov.      | 0-0          | Bari-Atalanta     | 0-0           | 16 mar.       |
| 10 nov.      | 1-1          | Inter-Napoli      | 0-1           | 16 mar.       |
| 10 nov.      | 3-1          | Juventus-Roma     | 0-3           | 16 mar.       |
| 10 nov.      | 4-1          | Pisa-Como         | 1-1           | 16 mar.       |
| 10 nov.      | 2-0          | Sampdoria-Lecce   | 1-0           | 16 mar.       |
| 10 nov.      | 0-0          | Udinese-Milan     | 0-2           | 16 mar.       |
| 10 nov.      | 2-2          | Verona-Fiorentina | 0-0           | 16 mar.       |

| andata (12ª) | andata (12ª) | Dodicesima giornata | ritorno (27ª) | ritorno (27ª) |
|              |              |                     |               |               |
| 1º dic.      | 1-0          | Avellino-Atalanta   | 0-2           | 6 apr.        |
| 1º dic.      | 1-2          | Bari-Napoli         | 0-1           | 6 apr.        |
| 1º dic.      | 1-1          | Como-Torino         | 3-1           | 6 apr.        |
| 1º dic.      | 1-0          | Juventus-Fiorentina | 0-2           | 6 apr.        |
| 1º dic.      | 2-2          | Milan-Inter         | 0-1           | 6 apr.        |
| 1º dic.      | 3-0          | Pisa-Lecce          | 1-1           | 6 apr.        |
| 1º dic.      | 1-0          | Sampdoria-Roma      | 0-1           | 6 apr.        |
| 1º dic.      | 5-1          | Udinese-Verona      | 1-1           | 6 apr.        |

| andata (14ª) | andata (14ª) | Quattordicesima giornata | ritorno (29ª) | ritorno (29ª) |
|              |              |                          |               |               |
| 15 dic.      | 0-0          | Avellino-Bari            | 1-0           | 20 apr.       |
| 15 dic.      | 1-0          | Como-Inter               | 2-3           | 20 apr.       |
| 15 dic.      | 0-3          | Lecce-Roma               | 3-2           | 20 apr.       |
| 15 dic.      | 0-0          | Milan-Juventus           | 0-1           | 20 apr.       |
| 15 dic.      | 0-1          | Pisa-Verona              | 0-3           | 20 apr.       |
| 15 dic.      | 2-0          | Sampdoria-Napoli         | 0-3           | 20 apr.       |
| 15 dic.      | 0-0          | Torino-Atalanta          | 2-2           | 20 apr.       |
| 15 dic.      | 2-2          | Udinese-Fiorentina       | 0-1           | 20 apr.       |

| andata (1ª) | andata (1ª) | Prima giornata       | ritorno (16ª) | ritorno (16ª) |
|             |             |                      |               |               |
| 8 set.      | 1-2         | Atalanta-Roma        | 0-4           | 5 gen.        |
| 8 set.      | 0-1         | Bari-Milan           | 0-0           | 5 gen.        |
| 8 set.      | 1-0         | Fiorentina-Sampdoria | 2-2           | 5 gen.        |
| 8 set.      | 3-1         | Inter-Pisa           | 0-1           | 5 gen.        |
| 8 set.      | 1-0         | Juventus-Avellino    | 0-0           | 5 gen.        |
| 8 set.      | 2-1         | Napoli-Como          | 1-1           | 5 gen.        |
| 8 set.      | 0-0         | Udinese-Torino       | 0-2           | 5 gen.        |
| 8 set.      | 2-2         | Verona-Lecce         | 0-1           | 5 gen.        |

| andata (3ª) | andata (3ª) | Terza giornata    | ritorno (18ª) | ritorno (18ª) |
|             |             |                   |               |               |
| 22 set.     | 2-0         | Bari-Roma         | 1-2           | 19 gen.       |
| 22 set.     | 2-0         | Fiorentina-Milan  | 0-1           | 19 gen.       |
| 22 set.     | 3-1         | Inter-Avellino    | 0-1           | 19 gen.       |
| 22 set.     | 3-1         | Juventus-Pisa     | 1-1           | 19 gen.       |
| 22 set.     | 0-0         | Lecce-Torino      | 1-3           | 19 gen.       |
| 22 set.     | 1-0         | Napoli-Atalanta   | 0-0           | 19 gen.       |
| 22 set.     | 2-1         | Udinese-Sampdoria | 0-3           | 19 gen.       |
| 22 set.     | 3-0         | Verona-Como       | 0-1           | 19 gen.       |

| andata (5ª) | andata (5ª) | Quinta giornata   | ritorno (20ª) | ritorno (20ª) |
|             |             |                   |               |               |
| 6 ott.      | 2-2         | Avellino-Udinese  | 1-3           | 9 feb.        |
| 6 ott.      | 0-0         | Como-Fiorentina   | 0-1           | 9 feb.        |
| 6 ott.      | 0-0         | Inter-Verona      | 0-0           | 9 feb.        |
| 6 ott.      | 2-0         | Juventus-Atalanta | 0-0           | 9 feb.        |
| 6 ott.      | 0-0         | Lecce-Napoli      | 0-1           | 9 feb.        |
| 6 ott.      | 1-1         | Pisa-Bari         | 0-0           | 9 feb.        |
| 6 ott.      | 2-0         | Roma-Torino       | 1-0           | 9 feb.        |
| 6 ott.      | 1-1         | Sampdoria-Milan   | 2-2           | 9 feb.        |

| andata (7ª) | andata (7ª) | Settima giornata   | ritorno (22ª) | ritorno (22ª) |
|             |             |                    |               |               |
| 20 ott.     | 0-0         | Como-Udinese       | 2-2           | 23 feb.       |
| 20 ott.     | 4-0         | Juventus-Bari      | 3-0           | 23 feb.       |
| 20 ott.     | 0-1         | Lecce-Inter        | 0-3           | 23 feb.       |
| 20 ott.     | 1-0         | Milan-Torino       | 0-2           | 23 feb.       |
| 20 ott.     | 5-0         | Napoli-Verona      | 2-2           | 23 feb.       |
| 20 ott.     | 1-1         | Pisa-Avellino      | 1-1           | 23 feb.       |
| 20 ott.     | 2-1         | Roma-Fiorentina    | 1-1           | 23 feb.       |
| 20 ott.     | 0-0         | Sampdoria-Atalanta | 1-2           | 23 feb.       |

| andata (9ª) | andata (9ª) | Nona giornata      | ritorno (24ª) | ritorno (24ª) |
|             |             |                    |               |               |
| 3 nov.      | 0-2         | Como-Atalanta      | 1-1           | 9 mar.        |
| 3 nov.      | 3-0         | Fiorentina-Inter   | 0-2           | 9 mar.        |
| 3 nov.      | 2-0         | Lecce-Udinese      | 1-2           | 9 mar.        |
| 3 nov.      | 1-0         | Milan-Pisa         | 1-0           | 9 mar.        |
| 3 nov.      | 1-0         | Napoli-Juventus    | 1-1           | 9 mar.        |
| 3 nov.      | 2-1         | Roma-Verona        | 2-3           | 9 mar.        |
| 3 nov.      | 0-2         | Sampdoria-Avellino | 1-2           | 9 mar.        |
| 3 nov.      | 1-0         | Torino-Bari        | 0-1           | 9 mar.        |

| andata (11ª) | andata (11ª) | Undicesima giornata | ritorno (26ª) | ritorno (26ª) |
|              |              |                     |               |               |
| 24 nov.      | 0-0          | Atalanta-Verona     | 3-0           | 23 mar.       |
| 24 nov.      | 2-2          | Como-Sampdoria      | 0-0           | 23 mar.       |
| 24 nov.      | 0-0          | Fiorentina-Bari     | 1-0           | 23 mar.       |
| 24 nov.      | 1-1          | Inter-Juventus      | 0-2           | 23 mar.       |
| 24 nov.      | 2-2          | Lecce-Avellino      | 0-2           | 23 mar.       |
| 24 nov.      | 1-1          | Napoli-Udinese      | 0-2           | 23 mar.       |
| 24 nov.      | 2-1          | Roma-Milan          | 1-0           | 23 mar.       |
| 24 nov.      | 4-1          | Torino-Pisa         | 0-0           | 23 mar.       |

| andata (13ª) | andata (13ª) | Tredicesima giornata | ritorno (28ª) | ritorno (28ª) |
|              |              |                      |               |               |
| 8 dic.       | 1-1          | Atalanta-Udinese     | 0-1           | 13 apr.       |
| 8 dic.       | 1-0          | Fiorentina-Avellino  | 1-3           | 13 apr.       |
| 8 dic.       | 3-3          | Inter-Torino         | 0-1           | 13 apr.       |
| 31 dic.      | 1-0          | Juventus-Sampdoria   | 0-0           | 13 apr.       |
| 8 dic.       | 1-4          | Lecce-Como           | 0-2           | 13 apr.       |
| 8 dic.       | 2-0          | Napoli-Milan         | 2-1           | 13 apr.       |
| 8 dic.       | 1-0          | Roma-Pisa            | 4-2           | 13 apr.       |
| 8 dic.       | 2-0          | Verona-Bari          | 1-3           | 13 apr.       |

| andata (15ª) | andata (15ª) | Quindicesima giornata | ritorno (30ª) | ritorno (30ª) |
|              |              |                       |               |               |
| 22 dic.      | 1-1          | Atalanta-Milan        | 1-1           | 27 apr.       |
| 22 dic.      | 1-0          | Bari-Udinese          | 2-2           | 27 apr.       |
| 22 dic.      | 1-1          | Fiorentina-Pisa       | 2-1           | 27 apr.       |
| 22 dic.      | 1-0          | Inter-Sampdoria       | 0-0           | 27 apr.       |
| 22 dic.      | 4-0          | Juventus-Lecce        | 3-2           | 27 apr.       |
| 22 dic.      | 1-0          | Napoli-Avellino       | 1-0           | 27 apr.       |
| 22 dic.      | 0-0          | Roma-Como             | 0-1           | 27 apr.       |
| 22 dic.      | 1-0          | Verona-Torino         | 1-2           | 27 apr.       |

| andata (2ª) | andata (2ª) | Seconda giornata  | ritorno (17ª) | ritorno (17ª) |
|             |             |                   |               |               |
| 15 set.     | 2-1         | Atalanta-Inter    | 3-1           | 12 gen.       |
| 15 set.     | 3-1         | Avellino-Verona   | 0-2           | 12 gen.       |
| 15 set.     | 0-1         | Como-Juventus     | 0-0           | 12 gen.       |
| 15 set.     | 1-0         | Milan-Lecce       | 2-0           | 12 gen.       |
| 15 set.     | 1-1         | Pisa-Napoli       | 1-0           | 12 gen.       |
| 15 set.     | 1-0         | Roma-Udinese      | 2-0           | 12 gen.       |
| 15 set.     | 2-0         | Sampdoria-Bari    | 0-0           | 12 gen.       |
| 15 set.     | 2-1         | Torino-Fiorentina | 0-0           | 12 gen.       |

| andata (4ª) | andata (4ª) | Quarta giornata  | ritorno (19ª) | ritorno (19ª) |
|             |             |                  |               |               |
| 29 set.     | 1-2         | Atalanta-Pisa    | 1-1           | 26 gen.       |
| 29 set.     | 1-1         | Bari-Como        | 1-1           | 26 gen.       |
| 29 set.     | 3-1         | Fiorentina-Lecce | 1-2           | 26 gen.       |
| 29 set.     | 3-0         | Milan-Avellino   | 1-1           | 26 gen.       |
| 29 set.     | 1-1         | Napoli-Roma      | 0-2           | 26 gen.       |
| 29 set.     | 1-0         | Torino-Sampdoria | 0-0           | 26 gen.       |
| 29 set.     | 1-1         | Udinese-Inter    | 1-2           | 26 gen.       |
| 29 set.     | 0-1         | Verona-Juventus  | 0-3           | 26 gen.       |

| andata (6ª) | andata (6ª) | Sesta giornata    | ritorno (21ª) | ritorno (21ª) |
|             |             |                   |               |               |
| 13 ott.     | 3-1         | Atalanta-Lecce    | 1-2           | 16 feb.       |
| 13 ott.     | 1-0         | Avellino-Roma     | 1-5           | 16 feb.       |
| 13 ott.     | 1-3         | Bari-Inter        | 0-1           | 16 feb.       |
| 13 ott.     | 0-0         | Fiorentina-Napoli | 0-0           | 16 feb.       |
| 13 ott.     | 1-0         | Milan-Como        | 1-1           | 16 feb.       |
| 13 ott.     | 1-2         | Torino-Juventus   | 1-1           | 16 feb.       |
| 13 ott.     | 1-1         | Udinese-Pisa      | 0-0           | 16 feb.       |
| 13 ott.     | 2-1         | Verona-Sampdoria  | 0-0           | 16 feb.       |

| andata (8ª) | andata (8ª) | Ottava giornata     | ritorno (23ª) | ritorno (23ª) |
|             |             |                     |               |               |
| 27 ott.     | 0-0         | Atalanta-Fiorentina | 0-0           | 2 mar.        |
| 27 ott.     | 1-4         | Avellino-Como       | 1-1           | 2 mar.        |
| 27 ott.     | 2-0         | Bari-Lecce          | 1-1           | 2 mar.        |
| 27 ott.     | 2-1         | Inter-Roma          | 1-3           | 2 mar.        |
| 27 ott.     | 0-2         | Pisa-Sampdoria      | 0-3           | 2 mar.        |
| 27 ott.     | 2-1         | Torino-Napoli       | 1-3           | 2 mar.        |
| 27 ott.     | 1-2         | Udinese-Juventus    | 1-2           | 2 mar.        |
| 27 ott.     | 1-0         | Verona-Milan        | 1-1           | 2 mar.        |

| andata (10ª) | andata (10ª) | Decima giornata   | ritorno (25ª) | ritorno (25ª) |
|              |              |                   |               |               |
| 10 nov.      | 0-0          | Avellino-Torino   | 0-1           | 16 mar.       |
| 10 nov.      | 0-0          | Bari-Atalanta     | 0-0           | 16 mar.       |
| 10 nov.      | 1-1          | Inter-Napoli      | 0-1           | 16 mar.       |
| 10 nov.      | 3-1          | Juventus-Roma     | 0-3           | 16 mar.       |
| 10 nov.      | 4-1          | Pisa-Como         | 1-1           | 16 mar.       |
| 10 nov.      | 2-0          | Sampdoria-Lecce   | 1-0           | 16 mar.       |
| 10 nov.      | 0-0          | Udinese-Milan     | 0-2           | 16 mar.       |
| 10 nov.      | 2-2          | Verona-Fiorentina | 0-0           | 16 mar.       |

| andata (12ª) | andata (12ª) | Dodicesima giornata | ritorno (27ª) | ritorno (27ª) |
|              |              |                     |               |               |
| 1º dic.      | 1-0          | Avellino-Atalanta   | 0-2           | 6 apr.        |
| 1º dic.      | 1-2          | Bari-Napoli         | 0-1           | 6 apr.        |
| 1º dic.      | 1-1          | Como-Torino         | 3-1           | 6 apr.        |
| 1º dic.      | 1-0          | Juventus-Fiorentina | 0-2           | 6 apr.        |
| 1º dic.      | 2-2          | Milan-Inter         | 0-1           | 6 apr.        |
| 1º dic.      | 3-0          | Pisa-Lecce          | 1-1           | 6 apr.        |
| 1º dic.      | 1-0          | Sampdoria-Roma      | 0-1           | 6 apr.        |
| 1º dic.      | 5-1          | Udinese-Verona      | 1-1           | 6 apr.        |

| andata (14ª) | andata (14ª) | Quattordicesima giornata | ritorno (29ª) | ritorno (29ª) |
|              |              |                          |               |               |
| 15 dic.      | 0-0          | Avellino-Bari            | 1-0           | 20 apr.       |
| 15 dic.      | 1-0          | Como-Inter               | 2-3           | 20 apr.       |
| 15 dic.      | 0-3          | Lecce-Roma               | 3-2           | 20 apr.       |
| 15 dic.      | 0-0          | Milan-Juventus           | 0-1           | 20 apr.       |
| 15 dic.      | 0-1          | Pisa-Verona              | 0-3           | 20 apr.       |
| 15 dic.      | 2-0          | Sampdoria-Napoli         | 0-3           | 20 apr.       |
| 15 dic.      | 0-0          | Torino-Atalanta          | 2-2           | 20 apr.       |
| 15 dic.      | 2-2          | Udinese-Fiorentina       | 0-1           | 20 apr.       |

## Statistiche

### Squadra

#### Capoliste solitarie
|    | —— | ——       | ——       | ——       | ——       | ——       | ——       | ——       | ——       | ——       | ——       | ——       | ——       | ——       | ——       | ——       | ——       | ——       | ——       | ——       | ——       | ——       | ——       | ——       | ——       | ——       | ——  | ——   | ——   | —— |  |
|    |    | Juventus | Juventus | Juventus | Juventus | Juventus | Juventus | Juventus | Juventus | Juventus | Juventus | Juventus | Juventus | Juventus | Juventus | Juventus | Juventus | Juventus | Juventus | Juventus | Juventus | Juventus | Juventus | Juventus | Juventus | Juventus |     | Juve | Juve |    |  |
|    |    |          |          |          |          |          |          |          |          |          |          |          |          |          |          |          |          |          |          |          |          |          |          |          |          |          |     |      |      |    |  |
|    |    |          |          |          |          |          |          |          |          |          |          |          |          |          |          |          |          |          |          |          |          |          |          |          |          |          |     |      |      |    |  |
| 1ª | 2ª | 3ª       | 4ª       | 5ª       | 6ª       | 7ª       | 8ª       | 9ª       | 10ª      | 11ª      | 12ª      | 13ª      | 14ª      | 15ª      | 16ª      | 17ª      | 18ª      | 19ª      | 20ª      | 21ª      | 22ª      | 23ª      | 24ª      | 25ª      | 26ª      | 27ª      | 28ª | 29ª  | 30ª  |    |  |

#### Classifica in divenire
|            | 1ª | 2ª | 3ª | 4ª | 5ª | 6ª | 7ª | 8ª | 9ª | 10ª | 11ª | 12ª | 13ª | 14ª | 15ª | 16ª | 17ª | 18ª | 19ª | 20ª | 21ª | 22ª | 23ª | 24ª | 25ª | 26ª | 27ª | 28ª | 29ª | 30ª |
|            |    |    |    |    |    |    |    |    |    |     |     |     |     |     |     |     |     |     |     |     |     |     |     |     |     |     |     |     |     |     |
| ---------- | -- | -- | -- | -- | -- | -- | -- | -- | -- | --- | --- | --- | --- | --- | --- | --- | --- | --- | --- | --- | --- | --- | --- | --- | --- | --- | --- | --- | --- | --- |
| Atalanta   | 0  | 2  | 2  | 2  | 2  | 4  | 5  | 6  | 8  | 9   | 10  | 10  | 11  | 12  | 13  | 13  | 15  | 16  | 17  | 18  | 18  | 20  | 21  | 22  | 23  | 25  | 27  | 27  | 28  | 29  |
| Avellino   | 0  | 2  | 2  | 2  | 3  | 5  | 6  | 6  | 8  | 9   | 10  | 12  | 12  | 13  | 13  | 14  | 14  | 16  | 17  | 17  | 17  | 18  | 19  | 21  | 21  | 23  | 23  | 25  | 27  | 27  |
| Bari       | 0  | 0  | 2  | 3  | 4  | 4  | 4  | 6  | 6  | 7   | 8   | 8   | 8   | 9   | 11  | 12  | 13  | 13  | 14  | 15  | 15  | 15  | 16  | 18  | 19  | 19  | 19  | 21  | 21  | 22  |
| Como       | 0  | 0  | 0  | 1  | 2  | 2  | 3  | 5  | 5  | 5   | 6   | 7   | 9   | 11  | 12  | 13  | 14  | 16  | 17  | 17  | 18  | 19  | 20  | 21  | 22  | 23  | 25  | 27  | 27  | 29  |
| Fiorentina | 2  | 2  | 4  | 6  | 7  | 8  | 8  | 9  | 11 | 12  | 13  | 13  | 15  | 16  | 17  | 18  | 19  | 19  | 19  | 21  | 22  | 23  | 24  | 24  | 25  | 27  | 29  | 29  | 31  | 33  |
| Inter      | 2  | 2  | 4  | 5  | 6  | 8  | 10 | 12 | 12 | 13  | 14  | 15  | 16  | 16  | 18  | 18  | 18  | 18  | 20  | 21  | 23  | 25  | 25  | 27  | 27  | 27  | 29  | 29  | 31  | 32  |
| Juventus   | 2  | 4  | 6  | 8  | 10 | 12 | 14 | 16 | 16 | 18  | 19  | 21  | 23  | 24  | 26  | 27  | 28  | 29  | 31  | 32  | 33  | 35  | 37  | 38  | 38  | 40  | 40  | 41  | 43  | 45  |
| Lecce      | 1  | 1  | 2  | 2  | 3  | 3  | 3  | 3  | 5  | 5   | 6   | 6   | 6   | 6   | 6   | 8   | 8   | 8   | 10  | 10  | 12  | 12  | 13  | 13  | 13  | 13  | 14  | 14  | 16  | 16  |
| Milan      | 2  | 4  | 4  | 6  | 7  | 9  | 11 | 11 | 13 | 14  | 14  | 15  | 15  | 16  | 17  | 18  | 20  | 22  | 23  | 24  | 25  | 25  | 26  | 28  | 30  | 30  | 30  | 30  | 30  | 31  |
| Napoli     | 2  | 3  | 5  | 6  | 7  | 8  | 10 | 10 | 12 | 13  | 14  | 16  | 18  | 18  | 20  | 21  | 21  | 22  | 22  | 24  | 25  | 26  | 28  | 29  | 31  | 31  | 33  | 35  | 37  | 39  |
| Pisa       | 0  | 1  | 1  | 3  | 4  | 5  | 6  | 6  | 6  | 8   | 8   | 10  | 10  | 10  | 11  | 13  | 15  | 16  | 17  | 18  | 19  | 20  | 20  | 20  | 21  | 22  | 23  | 23  | 23  | 23  |
| Roma       | 2  | 4  | 4  | 5  | 7  | 7  | 9  | 9  | 11 | 11  | 13  | 13  | 15  | 17  | 18  | 20  | 22  | 24  | 26  | 28  | 30  | 31  | 33  | 33  | 35  | 37  | 39  | 41  | 41  | 41  |
| Sampdoria  | 0  | 2  | 2  | 2  | 3  | 3  | 4  | 6  | 6  | 8   | 9   | 11  | 11  | 13  | 13  | 14  | 15  | 17  | 18  | 19  | 20  | 20  | 22  | 22  | 24  | 25  | 25  | 26  | 26  | 27  |
| Torino     | 1  | 3  | 4  | 6  | 6  | 6  | 6  | 8  | 10 | 11  | 13  | 14  | 15  | 16  | 16  | 18  | 19  | 21  | 22  | 22  | 23  | 25  | 25  | 25  | 27  | 28  | 28  | 30  | 31  | 33  |
| Udinese    | 1  | 1  | 3  | 4  | 5  | 6  | 7  | 7  | 7  | 8   | 9   | 11  | 12  | 13  | 13  | 13  | 13  | 13  | 13  | 15  | 16  | 17  | 17  | 19  | 19  | 21  | 22  | 24  | 24  | 25  |
| Verona     | 1  | 1  | 3  | 3  | 4  | 6  | 6  | 8  | 8  | 9   | 10  | 10  | 12  | 14  | 16  | 16  | 18  | 18  | 18  | 19  | 20  | 21  | 22  | 24  | 25  | 25  | 26  | 26  | 28  | 28  |

#### Classifiche di rendimento

##### Rendimento andata-ritorno
| Andata     | Andata | Ritorno    | Ritorno |
|            |        |            |         |
| Juventus   | 26     | Roma       | 23      |
| Napoli     | 20     | Juventus   | 19      |
| Inter      | 18     | Napoli     | 19      |
| Roma       | 18     | Como       | 17      |
| Fiorentina | 17     | Torino     | 17      |
| Milan      | 17     | Atalanta   | 16      |
| Torino     | 16     | Fiorentina | 16      |
| Verona     | 16     | Avellino   | 14      |
| Atalanta   | 13     | Inter      | 14      |
| Avellino   | 13     | Milan      | 14      |
| Sampdoria  | 13     | Sampdoria  | 14      |
| Udinese    | 13     | Pisa       | 12      |
| Como       | 12     | Udinese    | 12      |
| Bari       | 11     | Verona     | 12      |
| Pisa       | 11     | Bari       | 11      |
| Lecce      | 6      | Lecce      | 10      |

##### Rendimento casa-trasferta
| Casa       | Casa | Trasferta  | Trasferta |
|            |      |            |           |
| Juventus   | 27   | Juventus   | 18        |
| Roma       | 27   | Napoli     | 14        |
| Napoli     | 25   | Roma       | 14        |
| Inter      | 24   | Atalanta   | 12        |
| Fiorentina | 23   | Como       | 12        |
| Torino     | 23   | Milan      | 11        |
| Verona     | 21   | Fiorentina | 10        |
| Avellino   | 20   | Pisa       | 10        |
| Milan      | 20   | Torino     | 10        |
| Sampdoria  | 20   | Bari       | 8         |
| Udinese    | 19   | Inter      | 8         |
| Atalanta   | 17   | Avellino   | 7         |
| Como       | 17   | Sampdoria  | 7         |
| Bari       | 14   | Verona     | 7         |
| Lecce      | 13   | Udinese    | 6         |
| Pisa       | 13   | Lecce      | 3         |

#### Primati stagionali
- Maggior numero di partite vinte: 19 (Roma)
- Minor numero di partite perse: 3 (Juventus)
- Massimo dei pareggi: 15 (Atalanta, Como)
- Minor numero di partite vinte: 5 (Bari, Lecce, Pisa)
- Maggior numero di partite perse: 19 (Lecce)
- Minimo dei pareggi: 3 (Roma)
- Miglior attacco: 51 (Roma)
- Miglior difesa: 17 (Juventus)
- Miglior differenza reti: 26 (Juventus)
- Peggior attacco: 18 (Bari)
- Peggior difesa: 55 (Lecce)
- Peggior differenza reti: −32 (Lecce)
- Partita con più reti segnate: Udinese-Verona 5-1, Inter-Torino 3-3, Roma-Avellino 5-1, Pisa-Roma 2-4 (6)
- Partita con il maggior scarto di reti: Napoli-Verona 5-0 (5)

### Individuali

#### Classifica marcatori
Nel corso del campionato furono segnati complessivamente 495 gol (di cui 25 su autorete e 46 su calcio di rigore) da 149 diversi giocatori, per una media di 2,06 gol a partita. Di seguito, la classifica dei marcatori.
Da segnalare la cinquina messa a segno da Roberto Pruzzo in Roma-Avellino 5-1 della 21ª giornata.
| Gol | Rigori |  | Giocatore              | Squadra    |
| --- | ------ |  | ---------------------- | ---------- |
| 19  | 4      |  | Roberto Pruzzo         | Roma       |
| 13  | 1      |  | Karl-Heinz Rummenigge  | Inter      |
| 12  | 2      |  | Michel Platini         | Juventus   |
| 11  | 4      |  | Diego Armando Maradona | Napoli     |
| 11  | 5      |  | Daniel Passarella      | Fiorentina |
| 11  |        |  | Aldo Serena            | Juventus   |
| 10  |        |  | Stefano Borgonovo      | Como       |
| 10  |        |  | Ramón Díaz             | Avellino   |
| 10  |        |  | Bruno Giordano         | Napoli     |
| 9   |        |  | Alessandro Altobelli   | Inter      |
| 9   |        |  | Aldo Cantarutti        | Atalanta   |
| 9   |        |  | Andrea Carnevale       | Udinese    |
| 9   |        |  | Preben Elkjær Larsen   | Verona     |
| 8   |        |  | Mark Hateley           | Milan      |

### Media spettatori
Media spettatori della Serie A 1985-86: 35 872.
| Club       | Pos. | Media  |
| ---------- | ---- | ------ |
| Napoli     | 1    | 71 454 |
| Milan      | 2    | 56 782 |
| Inter      | 3    | 53 622 |
| Roma       | 4    | 50 151 |
| Fiorentina | 5    | 40 467 |
| Juventus   | 6    | 39 654 |
| Udinese    | 7    | 32 464 |
| Lecce      | 8    | 31 349 |
| Torino     | 9    | 29 871 |
| Verona     | 10   | 29 002 |
| Bari       | 11   | 28 130 |
| Atalanta   | 12   | 26 720 |
| Sampdoria  | 13   | 26 296 |
| Avellino   | 14   | 24 644 |
| Pisa       | 15   | 18 756 |
| Como       | 16   | 14 751 |